# Vidi aquam
Vidi aquam é uma Antífona cantada no início das Missas dos domingos do Tempo Pascal, durante a aspersão da água benta, em lugar do Asperges me cantado fora do Tempo Pascal.

## Composições musicais
Na Idade Média o Vidi aquam era cantado em canto gregoriano, mas a partir do século XVI passou a ser musicado também em polifonia, por autores como Cristóbal de Morales, Tomás Luis de Victoria, Oreste Ravanello e outros. No Brasil existem composições para essa cerimônia por autores desconhecidos, a partir de fins do século XVIII, especialmente no Museu da Música de Mariana.
Como foi usual no rito tridentino, a frase inicial Vidi aquam era entoada pelo celebrante em cantochão e, por isso, várias composições polifônicas para esse texto iniciam-se na frase seguinte, Egredientem de templo.

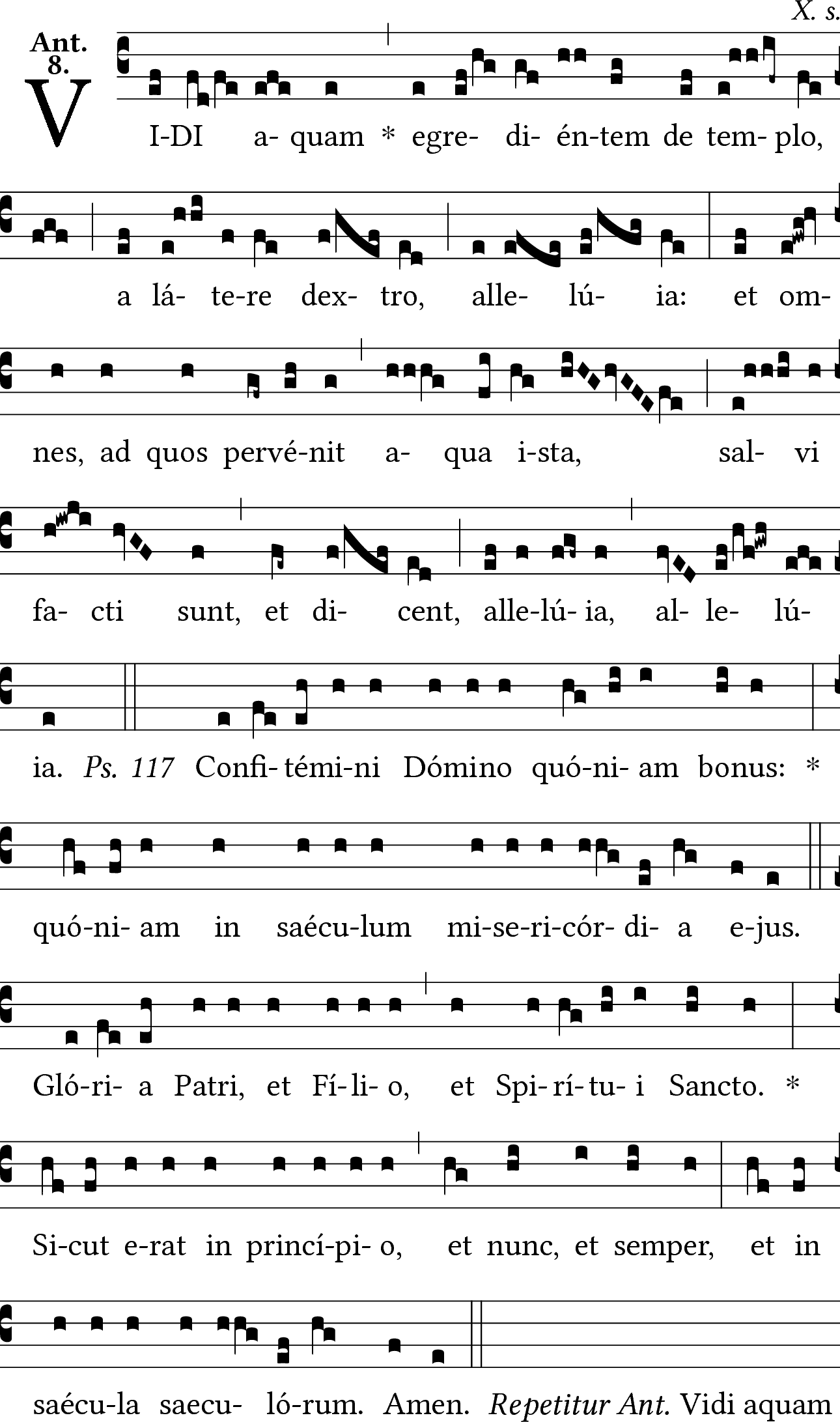
Vidi aquam, no Graduale Romanum (1908, p. 2*).

## Texto latino
| Vidi aquam egredientem de templo a latere dextro, alleluia; et omnes, ad quos pervenit aqua ista salvi facti sunt, et dicent, alleluia. Confitemini Domino quoniam bonus: quoniam in sæculum misericordia ejus. Gloria Patri, et Filio, et Spiritui Sancto Sicut erat in principio, et nunc, et semper, et in sæcula sæculorum. Amen. | Eu vi a água brotar do lado direito do templo, aleluia; e todos aqueles que alcançarem esta água serão salvos e dirão, aleluia. Dai graças ao Senhor porque ele é bom porque eterna é a sua misericórdia. Gloria ao Pai, ao Filho e ao Espírito Santo Assim como era no princípio, agora e sempre por todos os séculos dos séculos. Amém. |

## Composições internacionais para oVidi aquam
- «Composições internacionais para o Vidi aquam (CPDL))»

## Composições no Brasil para oVidi aquam
- «ANÔNIMO. Vidi aquam. AMB-02 (partitura - IMSLP)»
- «ANÔNIMO. Vidi aquam. AMB-02 (áudio - Archive.org)»